# UZ Leonis
UZ Leonis (UZ Leo / HIP 52249 / BD+14 2280) es una estrella variable de magnitud aparente máxima +9,58.
Encuadrada en la constelación de Leo, visualmente se localiza a poco más de 1,5º de 52 Leonis.
Está aproximadamente a 520 años luz del sistema solar.
UZ Leonis constituye una binaria de contacto en donde las dos componentes comparten su capa exterior de gas, siendo el tipo espectral conjunto F2 —A7 según otro estudio—.
La componente más masiva —con una masa de 2,07 masas solares— tiene una temperatura efectiva de 7250 K y un radio 2,06 veces más grande que el del Sol.
La componente secundaria tiene el 30% de la masa de su compañera, siendo su temperatura de 7574 K.
Su radio es un 20% mayor que el radio solar.
Ambas estrellas están separadas entre sí por solo 4,25 radios solares o 0,018 UA.
El período orbital del sistema es de 0,61805 días y parece ser variable.
Como la práctica totalidad de binarias de contacto, UZ Leonis es también una binaria eclipsante —del tipo W Ursae Majoris—, cuyo brillo decae 0,57 magnitudes en el eclipse principal y 0,54 magnitudes en el secundario.